# Хавсави, Осама
Осама Хавсави́ (араб. أسامة هوساوي‎, 31 марта 1984, Мекка) — саудовский футболист, защитник сборной Саудовской Аравии.

## Клубная карьера
Осама Хавсави начинал свою профессиональную карьеру футболисту в клубе «Аль-Вахда» из своей родной Мекки в 2006 году. Летом 2008 года он перешёл в столичный «Аль-Хиляль», где под руководством бельгийского главного тренера Эрика Геретса был игроком основного состава, а вскоре и вовсе был назначен капитаном команды. С «Аль-Хилялем» Хавсави выиграл целый ряд национальных турниров.
Летом 2012 года Хавсави подписал контракт с бельгийским «Андерлехтом». В его составе он стал обладателем Суперкубка Бельгии 2012, проведя весь матч на скамейке запасных. Хавсави сыграл лишь в одной игре бельгийской Лиги Жюпиле, 25 августа 2012 года выйдя в основном составе в гостевом поединке против «Ауд-Хеверле Лёвена», где получил травму и был заменён на 75-й минуте. В ноябре того же года он вернулся в Саудовскую Аравию, перейдя в «Аль-Ахли» из Джидды, где отыграл следующие четыре сезона, последний из которых стал чемпионским. Летом 2016 года Хавсави вернулся в «Аль-Хиляль».

## Карьера в сборной
11 октября 2006 года Осама Хавсави дебютировал в составе сборной Саудовской Аравии в домашнем матче отборочного турнира Кубка Азии 2007 против команды Йемена, выйдя на замену в середине второго тайма. В 2007 году Хавсави сыграл во всех матчах национальной сборной на Кубке Азии, проходившем в Юго-Восточной Азии, где вместе с командой он дошёл до финала, в котором саудовцы с минимальным счётом уступили сборной Ирака. 2 июня 2008 года Осама Хавсави забил свой первый гол за сборную, выведя саудовцев вперёд в матче против Ливана, проходившем в рамках отборочного турнира чемпионата мира 2010 года. Он также играл во всех матчах Саудовской Аравии на Кубках Азии 2011 года в Катаре и 2015 года в Австралии, в обоих случаях его команда не смогла преодолеть групповой этап.

## Достижения
«Аль-Хиляль»
- Чемпион Саудовской Аравии (2): 2009/10, 2010/11
- Обладатель Кубка наследного принца Саудовской Аравии (4): 2008/09, 2009/10, 2010/11, 2011/12

 «Андерлехт»
- Обладатель Суперкубка Бельгии (1): 2012

 «Аль-Ахли»
- Чемпион Саудовской Аравии (1): 2015/16
- Обладатель Кубка наследного принца Саудовской Аравии (1): 2014/15
- Обладатель Саудовского кубка чемпионов (1): 2016

 Сборная Саудовской Аравии
- Финалист Кубка Азии (1): 2007
- Финалист Кубка наций Персидского залива (2): 2009, 2014